# Un món feliç
Un món feliç (Brave New World, en la seva versió original) és una novel·la d'Aldous Huxley. Es tracta d'una distopia o utopia inversa per a criticar el present. La novel·la es publicà al Regne Unit l'any 1931. És considerada una de les millors obres de Huxley i una novel·la futurista molt més exacta que altres, com 1984 de George Orwell. Transcorre a Londres el 2540 dC i anticipa el desenvolupament de la tecnologia reproductiva, la biotecnologia i l'ensenyament durant el son que, junts, provoquen un fort canvi social. Huxley respon en aquest llibre amb una revaloració en forma d'assaig anomenada Brave New World revisited (Nova visita a un món feliç) (1958), i amb la seva novel·la final, anomenada Island (L'illa) (1962).

## Argument
La novel·la s'inicia a la ciutat de Londres, a l'Estat Mundial, l'any 632 AF (After Ford») (2540 dC al calendari gregorià), on els ciutadans es creen a través d'úters artificials i de programes d'adoctrinament infantil a classes predeterminades (o castes) basades en intel·ligències i tasques específiques. Lenina Crowne, treballadora dels vivers, és popular i desitjable sexualment, però el psicòleg Bernard Marx no ho és. És més baixet que la mitjana de la seva alta casta, cosa que li provoca un complex d'inferioritat. El seu treball amb l'«aprenentatge del son» li permet entendre i desaprovar els mètodes de la seva societat per mantenir els seus ciutadans pacífics, cosa que inclou el consum constant d'un fàrmac calmant i antidepressiu anomenat soma. Bernard critica obertament aquests mètodes, cosa que fa que el seu cap consideri exiliar-lo a Islàndia a causa del seu inconformisme. El seu únic amic és Helmholtz Watson, un talentós escriptor que té dificultats per utilitzar el seu talent de manera creativa en la seva societat sense dolor.
Bernard se'n va de vacances amb Lenina a una reserva salvatge a Nou Mèxic, fora de l'Estat Mundial, en la qual els dos veuen per primera vegada «persones naturals», les malalties que pateixen, el procés d'envelliment, i altres llengües i estils de vida religiosos. La cultura de la gent del poble s'assembla a alguns grups nadius d'Amèrica del Nord, descendents dels anasazi, inclosos els pobles pueblo d'acoma, laguna i zuni. Allà Bernard i Lenina presencien un ritual violent i coneixen Linda, una antiga habitant de l'Estat Mundial que ara viu a la reserva amb el seu fill John. Els explica que ella també va visitar la reserva durant unes vacances fa molts anys, però es va separar del seu grup i es va quedar enrere. Durant el viatge, es va quedar embarassada per un company del grup, que resulta ser el cap de Bernard, el director de coberteria i condicionament. Per culpa de la vergonya que sentia per l'embaràs, no va intentar tornar a l'Estat Mundial. Malgrat passar tota la vida a la reserva, John mai no ha estat acceptat pels vilatans, i la seva vida i la de Linda han estat difícils i desagradables. Linda ha ensenyat John a llegir, tot i només tenir dos llibres, un manual científic i les obres completes de Shakespeare. Aïllat pels vilatans, John és capaç d'articular els seus sentiments només en termes dels drames shakespirians, citant sovint La tempesta, El Rei Lear, Otel·lo, Romeu i Julieta o Hamlet. Linda ara vol tornar a Londres i John també vol veure aquest «món feliç» (brave new world, en la versió original de La tempesta). Bernard veu l'oportunitat de frustrar els plans del seu director per exiliar-lo i obté el permís per emportar-se Linda i John. De tornada a Londres, John es reuneix amb el director i l'anomena «pare», una vulgaritat que provoca una riallada a tots els presents. El director, humiliat, renuncia al càrrec abans de poder acabar el procés per exiliar a Bernard.
Bernard, com a «guardià» del «salvatge» John, que és tractat com una celebritat, és afalagat pels membres més alts de la societat i es diverteix amb l'atenció que anteriorment va menysprear. No obstant això, la popularitat de Bernard és fugaç, i tem que John confraternitzi amb Helmholtz, més donat a la literatura. Menyspreada i sense amics, Linda passa tot el dia consumint soma, mentre que John es nega a assistir als esdeveniments socials organitzats per Bernard, horroritzat pel que percep com una societat buida. Lenina i John es troben físicament atrets l'un per l'altre, però la visió de John sobre el festeig i el romanç, basada en els escrits de Shakespeare, és completament incompatible amb l'actitud sexualment oberta de Lenina. Ella intenta seduir-lo, però ell l'ataca, abans d'assabentar-se de sobte que la seva mare es troba en el seu llit de mort. John s'afanya per reunir-se amb ella, cosa que provoca un escàndol, ja que no té el que es considera una actitud «correcta» davant la mort. Alguns nens que entren en contacte amb ells per a la teràpia de «condicionament de la mort» es mostren irrespectuosos amb John, que intenta agredir-los. A continuació, intenta interrompre la distribució de soma a un grup de casta inferior, dient-los que els allibera. Helmholtz i Bernard intenten aturar el motí que la policia aplaca polvoritzant vapor de soma a la multitud.
Bernard, Helmholtz i John són portats en presència de Mustapha Mond, el «Controlador de Residents per a Europa Occidental», que condemna a Bernard i a Helmholtz a l'exili a les illes per portar a terme «activitat antisocial». Bernard suplica una segona oportunitat, però Helmholtz agraeix l'oportunitat per convertir-se en un veritable individu, i tria les Illes Malvines com a destinació, creient que el seu mal temps inspirarà la seva escriptura. Mond li diu a Bernard que l'exili és en realitat una recompensa i que les illes estan plenes d'algunes de les persones més interessants del món, individus que no encaixen en el model social de l'Estat Mundial. Mond explica a John els esdeveniments que van conduir a la societat actual i els seus arguments a favor d'un sistema de castes i control social. John rebutja els arguments de Mond, cosa que ell replica afirmant que John exigeix «el dret a ser infeliç». John li pregunta si pot anar a les illes també, però Mond s'hi nega, dient que vol ser testimoni del que li passi a continuació.
Cansat amb la seva nova vida, John es trasllada a una torre abandonada al cim d'una muntanya, on intenta adoptar un estil de vida ascètic i solitari per purificar-se de la civilització, practicant l'auto-flagel·lació. Aviat atreu alguns curiosos i, finalment, centenars de visitants sorpresos, amb l'esperança de presenciar el seu comportament estrany; entre ells la mateixa Lenina. Quan veu la dona que estima i odia al mateix temps, John l'ataca amb el seu fuet. Els espectadors, que han consumit soma, s'exciten davant de l'escena i John es veu atrapat en el frenesí de la multitud. L'endemà al matí, marcat pels remordiments, John es penja a casa seva abans que arribin nous grups de curiosos.

## Personatges principals
Bernard Marx i Lenina Crowne.
Els dos personatges (els noms dels quals fan al·lusió al líder soviètic Lenin i al fundador del comunisme Karl Marx) presenten punts de vista oposats d'aquesta societat. Lenina és la perfecta ciutadana, feliç i "pneumàtica", conforme amb el seu comportament, complint la seva funció en la societat, que es relaciona amb tots els homes amb qui pot, però bastant incapaç d'exercir la seva llibertat de pensament; ella no reconeix el seu amor pel "Salvatge", amb un conflicte emocional amb el seu condicionament. Per oposició, Bernard Marx té alguna cosa estranya, intel·lectualment elevat però físicament més petit que l'alfa mitjà, s'enfronta (o almenys creu enfrontar-s'hi) a problemes socials, incloent-hi el rebuig social per part de les dones de la seva casta i falta de respecte per part de les castes inferiors. Com a resultat, s'ha convertit en un inadaptat social, avergonyit quan tracta de propiciar cites amb dones, desinteressat amb els esports, prefereix ser miserable que prendre soma i sovint expressa opinions d'inconformisme. El comportament inacceptable de Bernard el posa en problemes amb el seu cap, el director del laboratori de criança i condicionament. Tanmateix, Bernard obté permís per visitar la reserva salvatge, on hi porta Lenina.

## Interpretació
En un estat únic on tot està ordenat, no queda marge per a la llibertat i els lligams emocionals, aspectes que per a l'autor són el més necessari per a la felicitat. Les prioritats d'aquesta societat falsament utòpica passen per l'hedonisme superficial, el consum i la productivitat, oblidant els valors humanistes.
Apareixen referències a esdeveniments i personatges històrics reals, com els líders del marxisme, Henry Ford o institucions britàniques. Critica la industrialització excessiva i el paper arrogant de l'estat, que es creu capaç de decidir pels ciutadans.

## L'estat mundial

### Història
El calendari de l'estat mundial té l'any amb el calendari començant l'any 1908, l'any en què el primer Model T de Henry Ford va sortir de la seva cadena de muntatge, i les seves dates són denominades com aF (abans de Ford) i dF (després de Ford). La Guerra dels Nou anys que cita la novel·la ocorregué l'any 141 del seu calendari, que correspon a l'any 1997 del nostre. Se suposa que és una guerra que afectà la major part del planeta; sorgiria a Europa i causà grans danys, provocats per les armes químiques creades per xips del sieb, usades en aquesta. La guerra provocà un col·lapse de l'economia mundial, i els líders mundials decidiren fer front a les catàstrofes imposant les noves tecnologies en tots els territoris del planeta. Aquesta decisió va provocar una gran resistència, per la qual cosa varen decidir un canvi de política; s'inicià una campanya pacífica, creant l'estat mundial, en què se censurava tot el que no convenia a l'estat: museus tancats, literatura eliminada, destrucció de monuments... En l'època en què s'ubica la història, l'estat mundial està completament establert i gairebé tots els ciutadans de la Terra estan sota el seu control absolut.

### Geografia política
Tot el planeta està unificat en un únic estat mundial, governat per deu controladors mundials, establerts en diverses ciutats clau: han quedat poques àrees aïllades com a "reserves salvatges", incloent-hi parts de Nou Mèxic, Amèrica del Sud, Samoa, i un grup d'illes a la costa de Nova Guinea. Una conversa entre John i el controlador mundial d'Europa occidental, Mustafà Mond, revela detalls posteriors de la geografia política de l'estat mundial. Mond hi explica que àrees que tenen molt pocs recursos no són "civilitzades" pel govern. Com a conseqüència, aquestes àrees queden com a reserves i la vida local hi continua. Les illes de tot el planeta, com Islàndia i les Illes Malvines, són reservades per als ciutadans de l'estat mundial que no desitgen viure dins d'aquest o no encaixen en la vida social normal.

### Població
Els dos mil milions d'habitants de l'estat mundial estan dividits rígidament en cinc classes o castes. La societat és controlada pels alfes i els seus subordinats, betes. A sota, en ordre descendent a nivell mental i d'intel·ligència, s'hi troben els gammes, deltes i èpsilons. Cada casta és posteriorment dividida en "més" i "menys". En el pinacle de la societat estan els alfa "doble-més", per ser feliços al seu mode i no ressentir-se amb les altres castes. Tanmateix, alhora, tots els membres de la societat són instruïts de manera repetitiva amb la idea que tots són igualment importants en la societat. Els ciutadans de l'estat mundial gaudeixen l'harmonia ètnica al llarg de tot el planeta. Encara que Anglaterra està poblada en la seva major part per caucàsics, la població també conté proporcions ètniques substancials. Quan visità la fàbrica de productes elèctrics a Londres, John veu blancs i negres treballant junts. L'únic "enamorament" de la novel·la, el protagonitzen un heroi negre i una noia blanca. El director dels cultius descriu com els bebès són conreats sense importar el grup ètnic, i que blancs, negres i hispans són produïts al viver central de Londres.
Cada casta s'identifica amb un color i té alguns trets que la diferencien de la resta:
| Casta   | Color        | Tret diferencial | Exemples |
| ------- | ------------ | --- | --- |
| Alfa    | Blanc grisós | - Individus molt intel·ligents. - Ocupen càrrecs de direcció en la comunitat. - Duen a terme les feines més complexes que requereixen una major habilitat mental.                                                                     | - Bernard Marx (psicòleg) - DIC (director) - Helmholtz Watson (enginyer emocional) - Mustafà Mond (interventor mundial) |
| Beta    | Morat        | - Intel·ligència avançada. - Treballs menys complexos que els realitzats pels alfa. - Creats a partir de la fecundació in vitro. Són genèticament variats.                                                                            | - Fanny (infermera) - Lenina (infermera) - Linda (infermera)                                                            |
| Gamma   | Verd         | - No destaquen per tenir una intel·ligència notable. - Treballen a les fàbriques o als hospitals. - Són criats pel mètode Bokanovsky, fet que fa que siguin molt semblants entre si. - Es divideixen en grups de 96 individus iguals. | |
| Delta   | Caqui        | - Escassa intel·ligència. - Treballen a les fàbriques o com a conductors de vehicles. - S'interessen per molt pocs àmbits. - Han de desplaçar-se en monorail.                                                                         | |
| Èpsilon | Negre        | - Titllats d'estúpids. - Posseeixen una intel·ligència gairebé animal. - Realitzen les tasques més simples de la comunitat: serveixen la resta de castes. - Tenen feines com pujar i baixar els ascensors.                            | |

### Tecnologia
La vida en l'estat mundial està dominada per una tecnologia bastant avançada, que influeix en tots els aspectes de la vida. L'esport, un pilar de l'estat mundial, consisteix en diversos jocs desenvolupats usant artefactes d'alta tecnologia, per a mantenir ocupades les fàbriques. Jocs com "tennis superficial", i "golf electromagnètic" són les majors distraccions per a tots els nivells de la societat. Està prohibit crear un nou joc que no tingui almenys un artefacte més que el joc que ja hagi estat creat. Un altre aspecte clau d'entreteniment són els "enamoraments", una versió d'alta tecnologia de les pel·lícules. Els usuaris del cinema (anomenat cinema sensible) col·loquen les mans als poms de metall a l'extrem dels braços de la cadira, i això els permet sentir les sensacions físiques dels actors en pantalla (aquestes semblen ser només per a pel·lícules sexuals). Uns altres artefactes d'entreteniment d'alta tecnologia apareixen contundentment en el llibre, incloent-hi caixes de música sintètica, òrgans d'essències (instruments musicals que combinen la música amb aromes agradables), òrgans de color (combinen música amb llum brillant) i televisió.
La tecnologia de transport també està altament avançada. La forma principal de transport urbà és l'helicòpter (que sembla un avió d'hèlices), amb variacions que inclouen "taxicòpters" i "esporticòpters", costosos i de gran categoria. Per a les castes més inferiors, s'utilitza el monorail d'alta velocitat per a anar a la zona rural. A nivell de mobilització global, es manegen avions amb forma de coets, el color dels quals determina la seva destinació.
Als vivers i centres de condicionament, la tecnologia avançada s'empra en la creació de nous embrions. A més de l'equip de laboratori d'alta tecnologia, els vivers tenen màquines per a condicionar els embrions entubats a la calor, moviments sobtats i malalties, permetent-los acomplir llurs labors predestinades en climes específics. Els nens ja nascuts són exposats als centres de condicionament a una diversitat d'aparells avançats que ajuden a modelar-los en llurs papers predeterminats. En els primers capítols, els nens delta són entrenats per odiar el camp i els llibres en un procés que involucra clàxons i electrocució. La hipnopèdia es realitza utilitzant altaveus instal·lats als llits.
Uns altres aspectes de la vida reben una gran influència de la tecnologia avançada. La majoria de la roba es fa amb materials fins i sintètics, com acetat i viscosa. Els homes s'afaiten mitjançant raors electrolítics i consumeixen una goma de mastegar amb hormones sexuals. Els ciutadans poden relaxar-se emprant màquines de massatges i l'omnipresent "soma" (la novel·la revela que, encara que aquest és ingerit en forma de tauleta, pot també ser vaporitzat per formar un núvol anestèsic, com succeeix quan John llença les tauletes per la finestra).

## Traduccions al català
- Un món feliç. Traducció de Ramon Folch i Camarasa. Introducció d'A. Munné-Jordà. Editorial Proa. Col·lecció dirigida per Llorenç Soldevila. Barcelona, 2008.
- Un món feliç. Editorial Labutxaca, 2010.